# 中美元首法治计划
中美元首法治计划（Presidential Rule of Law Initiative）是中国政府和美国政府之间达成的在法律领域内的合作计划。
1998年，中国国家主席江泽民和美国总统比尔·克林顿达成“中美元首法治计划”，扩大两国在法律领域内的交流和合作。美国方面的特别代表是葛维宝。
该计划的内容包括翻译美国法律著作的美国法律文库计划，以及在立法、行政、教育等领域的合作。